# Mesocletodes langi
Mesocletodes langi är en kräftdjursart som beskrevs av Smirnov 1946. Mesocletodes langi ingår i släktet Mesocletodes och familjen Argestidae. Inga underarter finns listade i Catalogue of Life.